# Dick Stapel
Dirk Simon (Dick) Stapel (Den Haag, 10 augustus 1942) is een Nederlands kunstenaar.

## Biografie
Stapel is een zoon van de beeldhouwer Frits Stapel (1910-1987). Hij volgde zijn opleiding aan de Koninklijke Academie van Beeldende Kunsten te Den Haag die hij in 1965 voltooide. Zijn specialiteit zijn (zelf)portretten en stillevens, met verschillende technieken. Van 1977 tot 1996 werkte hij te Acquoy, daarna in zijn geboortestad. Hij is sinds 1969 lid van Pulchri Studio en was lid van de Culturele Raad Zuid-Holland. In 1973 won hij de Jacob Hartogprijs.
Stapel schilderde onder andere portretten van Henk van Ulsen (1973; in de Koninklijke Haagse Schouwburg), John Sillevis (1978), Andries Copier (1981), van het echtpaar Hendrik Nicolaas Cornelis van Tuyll van Serooskerken-Halewijck de Heusch (1982), van jhr. Frits van Kretschmar, directeur van het Iconografisch Bureau ter gelegenheid van diens afscheid van dat bureau (1984; collectie RKD), en van vele anderen die met name in het Haagse (culturele) leven een rol speelden.